# Keoladeo nationalpark

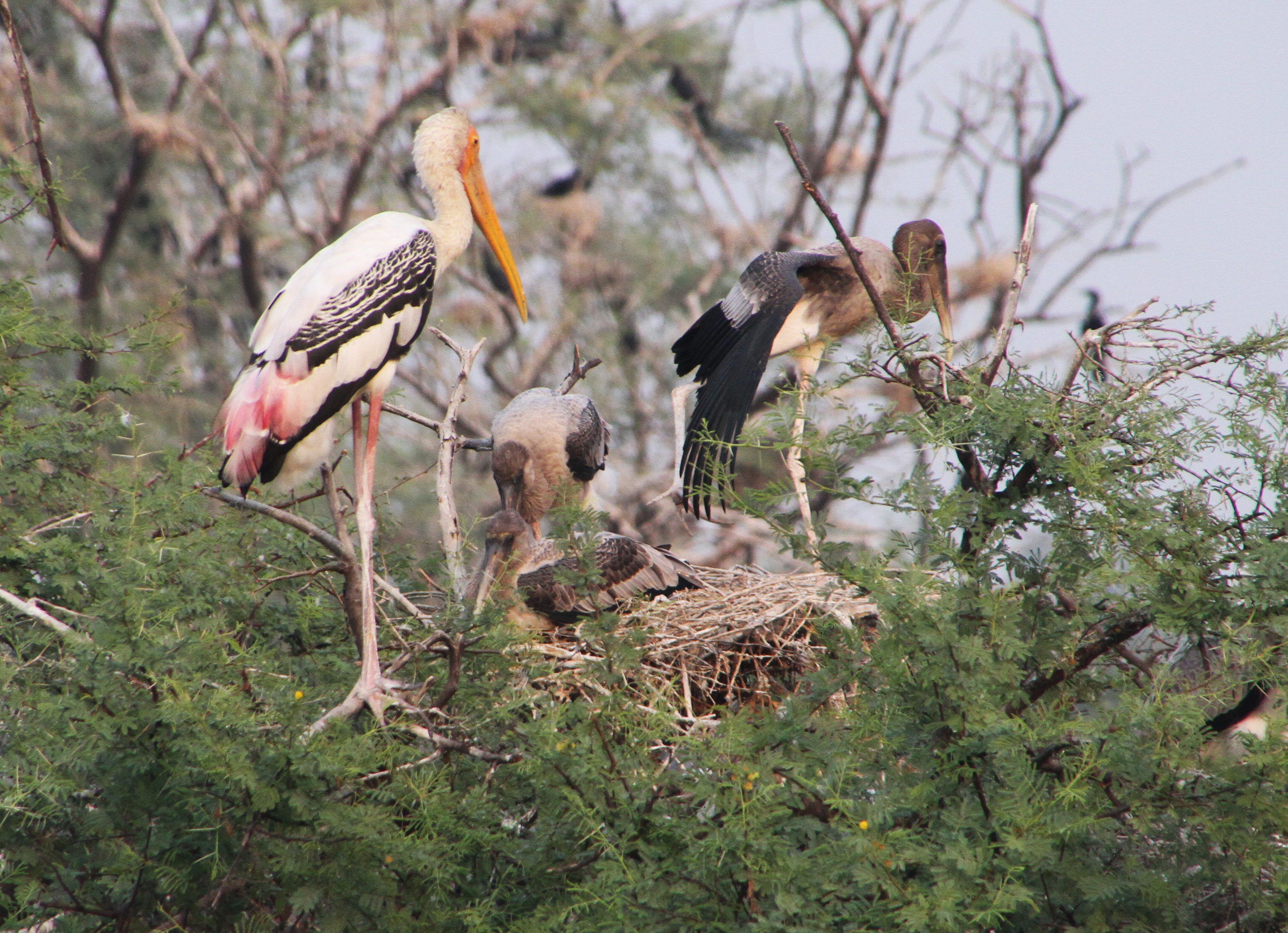

Keoladeo nationalpark 5 mil väster om Agra i den indiska delstaten Rajasthan förklarades som världsarv av Unesco 1985. Efter att under äldre tid varit ett jaktreservat, där maharajan bedrev jakt på and har området nu blivit en skyddad vinterlokal för inte mindre än 364 olika sjöfågelarter från Afghanistan, Turkmenistan, Kina och Sibirien. Unikare arter som kan beses är Snötrana och Pallas fiskörn, och nationalparken attraherar många ornitologer.
I mitten av den 29 km² stora parken finns ett tempel tillägnat Shiva, och templets namn har givit parken dess namn. Parken anlades på 1700-talet genom att vatten leddes om från bevattningar för att skapa ett område lämpligt for fågeljakt. Till största delen består parken av våtmark och sjöar som fylls på under monsunperioden från juli till september. Flera uteblivna monsuner senaste åaren har lett till ett minskat antal fåglar och förslag på att avleda vatten från jordbruket har diskuterats, men lett till protester.